# Jude Terry

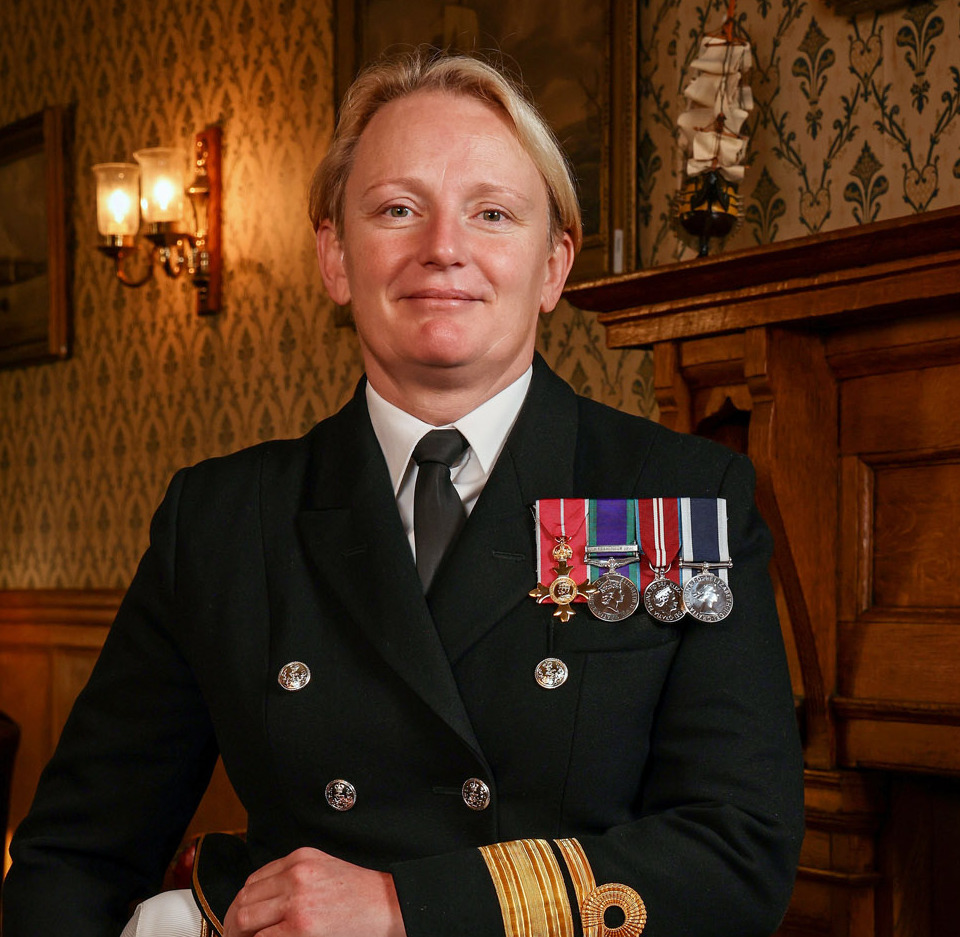
Rear Admiral Jude Terry (2022)

Jude Terry, OBE, (* 1973 oder 1974 auf der Insel Jersey) ist ein Konteradmiral (Rear Admiral) der britischen Royal Navy. Sie mit ihrer Ernennung im Januar 2022 deren erster weiblicher Flaggoffizier.

## Militärische Laufbahn
1997 trat sie in die Royal Navy ein und wurde am Britannia Royal Naval College ausgebildet. Sie diente auf den Kriegsschiffen Ocean als stellvertretender Versorgungsoffizier und HMS Scott als Versorgungsoffizier. 2011 nahm sie am Advanced Command and Staff Course teil. Später diente sie im Permanent Joint Headquarters (PJHQ), Northwood, als Stabsoffizier beim Chief of Joint Operations. Sie war unter anderem für die Rückführung britischer Truppen aus Helmand in Afghanistan zuständig und erhielt für diese Leistungen die Auszeichnung Officer of the Order of the British Empire (OBE).
Terry war an Auslandseinsätzen in Afghanistan, Somalia und Sierra Leone beteiligt. Ihre Spezialisierungen sind Logistik und Personalführung. Anschließend diente sie zunächst als Stellvertreterin des Director of People and Training and Naval Secretary, bevor sie im Januar 2022 diesen Dienstposten selbst übernommen hat.

## Privates
Terry ist auf Jersey als Tochter eines Angehörigen der Royal Navy geboren und aufgewachsen. Ihr Vater fuhr als Chief Petty Officer unter anderem auf der Tiger zur See. Sie besuchte das Jersey College for Girls und studierte an der Universität von Dundee. Seit 2009 ist Terry mit einem Offizier der britischen Handelsmarine verheiratet.